# Mot (rapper)
Matvei Melnicov (născut în 2 martie 1990, Krîmsk), mai bine cunoscut sub pseudonimul Mot — rapper-interpret, fostul participant al proiectului muzical "Soul Kitchen", din 1 martie 2013 este un artist cu eticheta " Black Star Inc."

## Biografie
Matvei Melnikov s-a născut în Krîmsk → . La 5 ani, împreună cu familia s-a mutat în Krasnodar. După ce a studiat până în clasa a 9-a la școală, la vârsta de cincisprezece ani, sa mutat la Moscova. Tot atunci a început pasiunea pentru hip-hop, în paralel, a studiat canto și dans. În liceu a participat la piese de teatru organizate de cei din scoala. După ce a terminat școala cu medalie de aur, Melnicov a intrat la Universitatea de Stat din Moscova, specialitatea de economist-manager. În anul 2012, a apărat diploma și s-a înscris la studii postuniversitare. Într-un interviu el a mentionat faptul că este de origine greacă.

## Creativitatea
Primele melodii Mot a început să le scrie în anul 2006: ele reprezentau Stebnev Liber, dedicate rap-ului rusesc. Mai târziu, un muzician a început să scrie texte mai serioase alcatuite pe muzica de Castă și CunninLynguists(en). În 2007, Matvei a început să înregistreze la studioul GLSS. În 2009, a participat la concursul "Bătălia pentru respect", unde, printre 2000 de participanți a ajuns în Top 40. Acolo el la sfatul Ligalaiza și-a schimbat porecla "BthaMoT2bdabot" pe "Mot". În 2011 a jucat în stadionul Lujniki la primul  summit internațional de hip-hop, unde pe langa rapperii cunoscuți ai Rusiei au venit și interpreți străini : trupa  Onyx și Raekwon.
Albumul de debut al lui Mot a fost lansat în ianuarie 2011 și a primit numele de la Remote. Albumul conține 12 piese, printre care o colaborare cu muzicianul Ilie Kireevîm, Katrin Mokko și ms. Sounday. Acest album, ca și cele mai multe lucrări anterioare ale artistului, au fost înregistrate și mixate de Denis KOKA. În septembrie 2011 a fost lansat videoclipul la piesa "Milioane de stele".
În luna februarie 2012 a fost lansat al doilea album al lui Mot — "Remont ( ro. Reparație)". Avea 11 piese, iar la înregistrări au participat artiștii invitați— L ' One, LIYA, Katia Nova și Ilie Kireev. În luna octombrie a anului a ieșit un clip al lui Matvei pentru piesa "K beregam". Acesta a fost filmat în orașul natal al lui Matvei, anterior, în luna iulie a aceluiași an a avut loc o inundație devastatoare. Prezentarea videoclipului a avut loc pe 5 octombrie, în clubul "Lookin Rooms". Potrivit sondajului realizat de site-ul Rap.ru clipul "K beregam" a intrat în Top 5 cele mai bune clipuri rusești octombrie 2012. Însuși piesa a fost inclusă pentru fundalul al filmului documentar " Cestnaya igra: avtostop", prezentat de postul de televiziune Moscova-24.
La mijlocul lunii ianuarie 2013 Mot părăsește "Soul Kitchen" și de a deveni artistul etichetei "Black Star Inc.". La începutul lunii martie, iese primul single al lui Mot al etichetei sub numele de "#МотСтелетЧоСели" ( #MotSteletCioSeli). De asemenea, pentru această piesă a fost lansat un clip, regizorul care a lansat piesa este Rustam Romanov. De asemenea, Mot a lucrat asupra celui de-al treilea album intitulat " Черточка (Cratimă) ", care a fost lansat în toamna anului 2013.
}n data de 14 martie  a anului 2016 a ieșit cel de-al patrulea album de studio, "Наизнанку (pe Dos)". El  include în sine melodiile cu Jah Khalib, Bianca,  Music Hayk și Artem Pivovarovîm.
- 2011 — Remote
- 2012 — "Ремонт"
- 2014 — Azbuka Morze
- 2016 — "Наизнанку"
- 2016 — "92 de zile"
- 2013 — "Чёрточка "

### Гостевое participarea
| An   | Nume                                                    | Album             |
| ---- | ------------------------------------------------------- | ----------------- |
| 2013 | "#МотСтелетЧоСели                                       | înafara albumului |
| 2013 | "Понедельник-Вторник"                                   | Чёрточка          |
| 2013 | "Туса" (Black Star Mafia: Timati, Djigan, L ' One, Mot) | Format:Неизвестно |
| 2013 | "В платье красивого цвета"                              | Reparație         |
| 2013 | "«В платье красивого цветa"(Space4Sound Remix)          | înafara albumului |
| 2013 | "Young blood" (feat. Timati)                            | Azbuka Morze      |
| 2013 | "Self-Made"                                             | înafara albumului |
| 2013 | "Assassin"                                              | înafara albumului |
| 2013 | "#МОТсейчасвклубе"                                      | Azbuka Morze      |
| 2014 | "Țara OZ"                                               | Azbuka Morze      |
| 2014 | "Zi neagră"                                             | Azbuka Morze      |
| 2014 | "Benjamin" (feat. L ' One)                              | Azbuka Morze      |
| 2014 | "Mama, eu sunt în Dubai"                                | TBA               |
| 2014 | "Rap de la mama lui Russia"                             | TBA               |
| 2014 | "Oxigen" (feat. VIA Gra)                                | TBA               |
| 2015 | "Zi și noapte"                                          | 92 zile           |
| 2015 | "Absolut tot" (feat. Bianca)                            | Pe dos            |
| 2015 | "Sânge tânăr 2"(Natan feat. Oim)                        | TBA               |
| 2016 | "O capcană"                                             | Pe dos            |
| 2016 | "Musonii"                                               | TBA               |

| 2009               | "Miros"                              | KOKA                                             |                     |              |         |
| 2010               | "Albastru"                           | KOKA                                             |                     |              |         |
| 2013               | "Capcana"                            | Timati, L ' One, Fidel                           | 13                  |              |         |
| 2014               | "Fvck The World" (Ilo x Kristina Si) | SIRGAY, BESSER                                   | Make Move (EP)      |              |         |
| 2014               | "Apostrophe" (SIRGAY Remix)          | SIRGAY                                           | Make Move (EP)      |              |         |
| 2014               | "#MOT"                               | DJ Philchansky, DJ Daveed                        | #Carieră            |              |         |
| 2014               | "A sosit timpul"                     | Mike Levy                                        | Levitație           |              |         |
| 2015               | FIG ZLOI                             | ILO, M. Y. B, Johnyboy, Sifo, Markul, GidraGidra | ZLOI NEGR (Mixtape) |              |         |
| 2016               | Musonii                              | Artiom Pivovarov                                 | Pe dos              | "92 de zile" | 92 zile |
| "Pe partea de jos" |                                      |                                                  |                     |              | 92 zile |

### Videoclipuri
| Год  | Название                                                                | Режиссёр                             | Альбом                |
| ---- | ----------------------------------------------------------------------- | ------------------------------------ | --------------------- |
| 2011 | «Миллионы звёзд» pe YouTube                                             | Сергей Захаров                       | Remote                |
| 2012 | «К берегам» pe YouTube                                                  | Михаил Милилян                       | «Ремонт»              |
| 2013 | «#МотСтелетЧоСели» pe YouTube                                           | Рустам Романов                       | Format:Неизвестно     |
| 2013 | «Понедельник-Вторник» pe YouTube                                        | Александр Соломахин                  | «Чёрточка (EP)»       |
| 2013 | «Туса» pe YouTube (feat. Тимати, Джиган, L’One)                         | Павел Худяков                        | Format:Неизвестно     |
| 2013 | «В платье красивого цвета» pe YouTube                                   | Александр Соломахин                  | «Ремонт»              |
| 2013 | «Молодая кровь» pe YouTube (feat. Тимати)                               | Рустам Романов                       | Azbuka Morze          |
| 2013 | «Планета» pe YouTube (feat. Kristina Si)                                | Рустам Романов                       | «Чёрточка (EP)»       |
| 2013 | «#МОТсейчасвклубе» pe YouTube (OST «Одноклассники.ru: НаCLICKай удачу») | Рустам Романов                       | Azbuka Morze          |
| 2014 | «Страна Oz» pe YouTube                                                  | Александр Соломахин                  | Azbuka Morze          |
| 2014 | «Чёрный день» pe YouTube                                                | Алексей Боченин                      | Azbuka Morze          |
| 2014 | «Талисман» pe YouTube (feat. Dimaestro)                                 | Алексей Боченин                      | «Акустический эффект» |
| 2014 | «Бенджамин» pe YouTube (feat. L’One)                                    | Константин Королев, Евгений Спиваков | Azbuka Morze          |
| 2014 | «Мама, я в Дубае» pe YouTube                                            | Рустам Романов                       |                       |
| 2014 | «Кислород» pe YouTube (feat. ВИА Гра)                                   | Алексей Куприянов                    |                       |
| 2015 | «День и ночь» pe YouTube                                                | Рустам Романов                       |                       |
| 2015 | «Молодая кровь 2» pe YouTube (feat. Natan)                              | Дмитрий Валиков                      |                       |
| 2015 | «Абсолютно всё» pe YouTube (feat. Бьянка)                               | «Наизнанку»                          |                       |
| 2016 | «Капкан» pe YouTube                                                     | Катя Як                              | «Наизнанку»           |
| 2016 | «Муссоны» pe YouTube (feat. Артём Пивоваров)                            | Катя Як                              | «Наизнанку»           |
| 2017 | «Сопрано» pe YouTube (feat. Ани Лорак)                                  | Заур Засеев                          | N/A                   |

## Topurile
| Год  | Название                       | Страна/территория (Чарт)   | Страна/территория (Чарт)           | Страна/территория (Чарт)           | Страна/территория (Чарт)                    | Страна/территория (Чарт)            | Страна/территория (Чарт)          | Страна/территория (Чарт)                   | Страна/территория (Чарт)   | Альбом          |
| Год  | Название                       | СНГ (Tophit Общий Топ-100) | Россия (Tophit Российский Топ-100) | Россия (Tophit Московский Топ-100) | Россия (Tophit Санкт-Петербургский Топ-100) | Украина (Tophit Украинский Топ-100) | Украина (Tophit Киевский Топ-100) | Россия и СНГ (Tophit Недельный по заявкам) | СНГ (Tophit Годовой общий) | Альбом          |
| ---- | ------------------------------ | -------------------------- | ---------------------------------- | ---------------------------------- | ------------------------------------------- | ----------------------------------- | --------------------------------- | ------------------------------------------ | -------------------------- | --------------- |
| 2013 | «Понедельник-вторник»          | —                          | —                                  | —                                  | —                                           | —                                   | —                                 | 188                                        | —                          | «Чёрточка — EP» |
| 2013 | «В платье красивого цвета»     | 246                        | —                                  | —                                  | —                                           | —                                   | —                                 | 116                                        | —                          | TBA             |
| 2014 | «Кислород» (feat. ВИА Гра)     | 22                         | 23                                 | 32                                 | —                                           | 61                                  | 26                                | 4                                          | 53                         | TBA             |
| 2015 | «День и ночь»                  | 130                        | —                                  | 194                                | —                                           | —                                   | —                                 | 33                                         | —                          | «92 дня»        |
| 2015 | «Абсолютно все» (feat. Бьянка) | 16                         | 16                                 | 25                                 | 16                                          | 30                                  | 15                                | 1                                          | 155                        | «Наизнанку»     |
| 2016 | «Капкан»                       | 52                         | 54                                 | 55                                 | 53                                          | —                                   | —                                 | 89                                         | —                          | «Наизнанку»     |
| 2016 | «92 дня»                       | 134                        | —                                  | 162                                | —                                           | —                                   | 194                               | 98                                         | —                          | «92 дня»        |
| 2016 | «На дне»                       | 76                         | 94                                 | 71                                 | —                                           | —                                   | —                                 | 24                                         | —                          | «92 дня»        |

"—" cântec lipsit în uk

## Link-uri
- Interviu cu Oim și Джиганом pentru portal Like.od.ua Arhivat în 10 aprilie 2015, la Wayback Machine.
- Interviu pentru ХипХопХит 1 lingurita
- Interviu pentru ХипХопХит h 2
- Iată ce-mi place: Arhivat în 11 martie 2013, la Wayback Machine. Mot

Format:МР
1. ↑  Екатерина Майорова (17 octombrie 2012). „Гость недели: Матвей (Мот) Мельников”. Kattie May. Arhivat din original la 23 martie 2013. Accesat în 6 noiembrie 2015.
2. ↑  „Кристина Си и Мот (Матвей) в Comedy Club (22.11.2013)”. Rutube. 1 ianuarie 2013. Accesat în 1 aprilie 2016.
3. ↑  «Мот — интервью» // iFamous.
4. ↑  „Мот — «Миллионы звёзд»”. Arhivat din original la 8 martie 2013. Accesat în 15 iunie 2017.
5. ↑  „Мот "Ремонт"”. Rap.ru. februarie 2012. Arhivat din original la 26 aprilie 2013. Accesat în 22 aprilie 2013.
6. ↑  „Лучшие клипы октября: выбор читателей”. Arhivat din original la 3 noiembrie 2012. Accesat în 15 iunie 2017.
7. ↑  «Честная игра»: Можно ли доехать автостопом до моря (16 мин.